# Sri-lankische Cricket-Nationalmannschaft in Pakistan in der Saison 1995/96
Die Tour der sri-lankischen Cricket-Nationalmannschaft nach Pakistan in der Saison 1995/96 fand vom 8. September bis zum 3. Oktober 1995 statt. Die internationale Cricket-Tour war Bestandteil der Internationalen Cricket-Saison 1995/96 und umfasste drei Tests und drei ODIs. Sri Lanka gewann beide Serien 2–1.

## Vorgeschichte
Für beide Mannschaften war es die erste Tour der Saison. Das letzte Aufeinandertreffen der beiden Mannschaften bei einer Tour fand in der Saison 1994 in Sri Lanka statt.

## Stadien
Die folgenden Stadien wurden für die Tour als Austragungsort vorgesehen.
| Stadion                    | Stadt      | Kapazität | Spiele          |
| -------------------------- | ---------- | --------- | --------------- |
| Iqbal Stadium              | Faisalabad | 18.000    | 2. Test; 2. ODI |
| Jinnah Stadium             | Gujranwala | 40.000    | 1. ODI          |
| Arbab Niaz Stadium         | Peshawar   | 20.000    | 1. Test         |
| Rawalpindi Cricket Stadium | Rawalpindi | 25.000    | 3. ODI          |
| Jinnah Stadium             | Sialkot    | 18.000    | 3. Test         |

## Kaderlisten
Die folgenden Kader wurden von den Mannschaften benannt.
| Test | Test | ODI | ODI |
| Pakistan | Sri Lanka | Pakistan | Sri Lanka |
| --- | --- | --- | --- |
| - Aamer Hanif - Aamer Sohail - Aaqib Javed - Ata-ur-Rehman - Basit Ali - Ijaz Ahmed - Inzamam-ul-Haq - Mohammad Akram - Moin Khan - Rameez Raja - Saeed Anwar - Saqlain Mushtaq - Shoaib Mohammad - Waqar Younis - Wasim Akram - Zahid Fazal | - Aravinda de Silva - Kumar Dharmasena - CI Dunusinghe - Asanka Gurusinha - Chandika Hathurusingha - Roshan Mahanama - Muttiah Muralitharan - Ravindra Pushpakumara - Arjuna Ranatunga - Arjuna Ranatunga - Hashan Tillakaratne - Chaminda Vaas - Pramodya Wickramasinghe | - Aamer Hanif - Aamer Sohail - Aaqib Javed - Arshad Khan - Ata-ur-Rehman - Basit Ali - Inzamam-ul-Haq - Mohammad Akram - Moin Khan - Rameez Raja - Saeed Anwar - Saleem Elahi - Saqlain Mushtaq - Zafar Iqbal | - Aravinda de Silva - Kumar Dharmasena - Asanka Gurusinha - Sanath Jayasuriya - Ruwan Kalpage - Romesh Kaluwitharana - Roshan Mahanama - Muttiah Muralitharan - Ravindra Pushpakumara - Arjuna Ranatunga - Hashan Tillakaratne - KEA Upashantha - Chaminda Vaas - Pramodya Wickramasinghe |

## Tests

### Erster Test in Peshawar
| 8. – 11. September Scorecard | Peshawar | Pakistan 459 (149)                             | – | Sri Lanka 186 (62.1) & 233 (80) (f/o) |
|                              |          | Pakistan gewinnt mit einem Innings und 40 Runs |   |                                       |

### Zweiter Test in Faisalabad
| 15. – 19. September Scorecard | Faisalabad | Sri Lanka 223 (70) & 361 (146.3) | – | Pakistan 333 (118) & 209 (72.1) |
|                               |            | Sri Lanka gewinnt mit 42 Runs    |   |                                 |

### Dritter Test in Sialkot
| 22. – 26. September Scorecard | Sialkot | Sri Lanka 232 (92.3) & 338-9d (120.3) | – | Pakistan 214 (83.1) & 212 (76) |
|                               |         | Sri Lanka gewinnt mit 144 Runs        |   |                                |

## One-Day Internationals

### Erstes ODI in Gujranwala
| 29. September Scorecard | Gujranwala | Sri Lanka 233-5 (50)           | – | Pakistan 234-1 (44) |
|                         |            | Pakistan gewinnt mit 9 Wickets |   |                     |

### Zweites ODI in Faisalabad
| 1. Oktober Scorecard | Faisalabad | Sri Lanka 257-7 (50)          | – | Pakistan 208-8 (50) |
|                      |            | Sri Lanka gewinnt mit 49 Runs |   |                     |

### Drittes ODI in Rawalpindi
| 3. Oktober Scorecard | Rawalpindi | Pakistan 183-9 (38/38)          | – | Sri Lanka 184-6 (37.4/38) |
|                      |            | Sri Lanka gewinnt mit 4 Wickets |   |                           |